# Pirarara

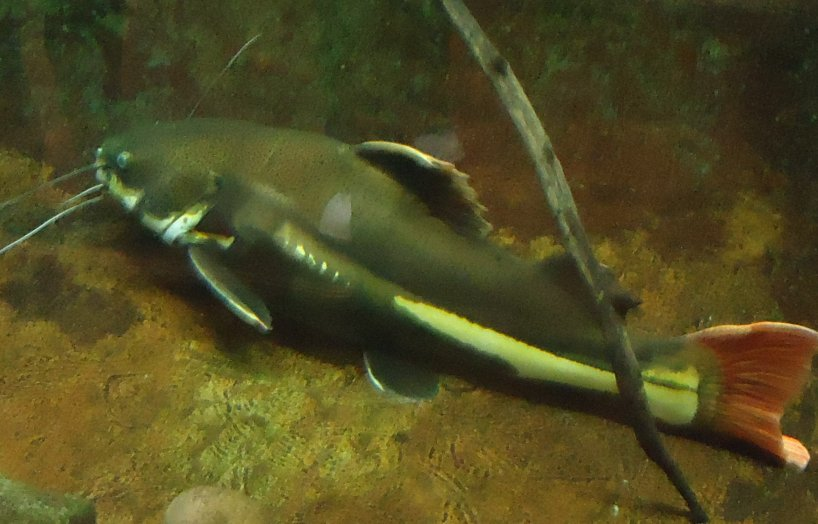
Uma pirarara

A pirarara (nome científico: Phractocephalus hemioliopterus) é um peixe da família Pimelodidae que pode ser encontrado na bacia dos rios Araguaia, Tocantins, Amazonas, Orinoco e Essequibo, localizados no Brasil, Venezuela, Peru, Equador, Colômbia, Bolívia, Guiana e Suriname. É também conhecido como "cajaro" na Venezuela e "banana catfish" na Guiana.

## Etimologia
Seu nome vem do tupi pirá + ara («peixe-arara»), isto é, que tem colorido variado e vivo como as araras. O peixe é também conhecido pela forma apocopada «pirara».

## Descrição
É um peixe de couro que pode chegar aos 60 kg e 1,5 m de comprimento. Sua coloração é cinza-escuro nas costas e branca na parte de baixo, assim como um tubarão. A cauda é avermelhada, mas tal coloração também aparece na barbatana dorsal.
Possui dieta onívora e hábitos noturnos, comendo praticamente tudo que encontra no fundo dos rios, entre outros peixes, frutas, moluscos e crustáceos. Junto com a onça-pintada e o jacaré, são os maiores — senão únicos — predadores da piranha.
Facilmente se captura uma pirarara em um pesqueiro com massa e pedaços de outros peixes, como a tilápia, sendo popular em aquários (como é um peixe onívoro não é recomendado o deixar com peixes menores que ele).